# Žumpa

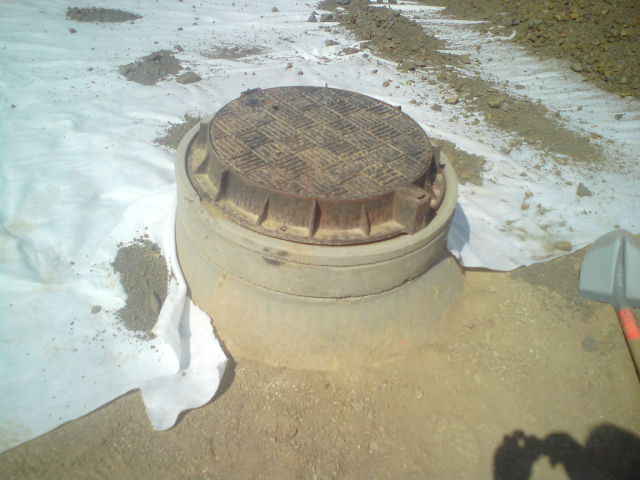
Betonová jímka nacházející se v budoucí silnici, před tím než se prostor kolem ní zalije asfaltem

Žumpa je izolovaná bezodtoková nádrž určená k zachycování odpadních vod z domácnosti. Žumpa se využívá v místech, kde není vybudován kanalizační systém, popřípadě není možné napojení na zavedenou stokovou síť s čističkou odpadních vod.
Žumpa, na rozdíl od septiku, musí být dokonale odizolovaná a vodotěsná, tedy nesmí žádným způsobem propouštět obsah žumpy do okolního prostředí. V drtivé většině případů bývá umístěna v zemi. Obsah musí být pravidelně kontrolován a vyvážen fekálním vozem do čistírny odpadních vod, popřípadě se může využít jako hnojivo. Přístup by měl být přizpůsoben tak, aby se fekální vůz k ní mohl dostat a obsah vyprázdnit přes k tomu určený otvor.
Odpadní voda z domácnosti, firem, či družstev protéká za pomoci spádové odpadní kanalizace objektu dovnitř žump. Pro přípojku do žumpy je nutné použít minimální sklon 2,5 % na 1 metr odpadní trubky.
Slovo „žumpa“ (podobně jako je tomu u slov „stoka“ či „kanál“) se používá i v přeneseném významu jako hovorový termín pro věci, jevy, děje či vztahy, které jsou nechutné, nepěkné, neurčité či zcela nesmyslné.

## Využívané materiály pro výrobu žumpy
Pro výrobu žumpy je nejčastěji využívána kombinace železobetonu, kde železo tvoří skelet celé žumpy. Voděodolnost betonové žumpy zabezpečuje směs kvalitního betonu a přísad na podporu vodotěsnosti žumpy.
Dalším často využívaným materiálem pro výrobu žumpy je plast. Hlavní výhodou plastové žumpy je její hmotnost, ovšem v případě, že plastová žumpa bude umístěna v zemi s výskytem spodních vod, musí se obezdít a připevnit tak, aby spodní voda žumpu nevynášela na povrch.
Méně využívaným materiálem pro výrobu žumpy je kov. Výroba takové žumpy je nejnáročnější a finančně nejdražší volba při obstarání.
Žumpy se vyrábějí ve více druzích (jednokomorové, dvoukomorové, tříkomorové) a několika objemech. Vícekomorové žumpy jsou využívány pro tzv. septik.

## Kalkulace potřebného objemu žumpy
Při výběru objemu žumpy třeba dbát na 3 základní faktory a to:
- Počet lidí, který budou žumpu využívat
- Průměrná denní spotřeba vody v litrech na jednoho člověka
- Denní interval, ve kterém chcete žumpu vyvážet

Aby bylo možné vypočítat potřebný objem žumpy je nutné tyto 3 faktory vynásobit, přičemž výsledek napoví kolik litrů by měla žumpa minimálně mít.
Pro kolaudaci od stavebního úřadu je třeba, aby žumpa byla certifikována s potvrzením o jejím vodotěsnosti.